# Капотешти (Васлуј)
Капотешти (рум. Căpotești) насеље је у Румунији у округу Васлуј у општини Падурени. Oпштина се налази на надморској висини од 82 m.

## Становништво
Према подацима из 2002. године у насељу је живело 141 становника, од којих су сви румунске националности.